# Омаров, Авадзи Саидович
Ава́дзи Са́идович Омаров (15 мая 1927, Ванашимахи, Даргинский округ, ДАССР, СССР —2007, Махачкала, Дагестан) — советский и российский судья, юрист и правовед, кандидат юридических наук, профессор. Председатель Верховного суда Дагестанской АССР с 1970 по 1992 годы. Председатель Верховного суда Республики Дагестан с 1992 по 1995 годы. Депутат Верховного совета ДАССР. Заслуженный юрист РСФСР, заслуженный деятель науки ДАССР.

## Биография
Родился 15 мая 1922 года в с. Ванашимахи Сергокалинского района Дагестанской АССР. 
В 1945 году окончил среднюю школу № 1 в г. Махачкале, далее с красным дипломом юридический факультет Московского государственного университета в 1950 году. 
С 1954 по 1970 год – старший научный сотрудник, заведующий отделом рукописей, учёный секретарь Института истории, языка и литературы филиала Академии наук СССР. 
В 1954 году защитил диссертацию на соискание ученой степени кандидата юридических наук: «Ответственность за укрывательство преступлений в советском уголовном праве». 
В 1970 году присвоено почётное звание «Заслуженный деятель науки Дагестанской АССР». 
В 1970 году возглавил Верховный суд ДАССР и проработал на этой должности до 1992 года, а после развала Советского Союза ему было поручено возглавить Верховный суд Республики Дагестан, но здесь он проработал всего лишь три года, до 1995 года. 
С 1970 года – судья высшей квалификационной категории.  
С 1991 года – доцент юридического факультета Дагестанского государственного университета.  
С 1995 года – профессор. 
Семья. Отец - Омаров Саид Магомедович - один из основоположников народного образования Дагестана. Народный учитель СССР, заслуженный учитель РСФСР и ДАССР, заслуженный деятель науки ДАССР, награждён орденом Трудового Красного знамени и тремя орденами Знак Почёта.
Дочь. Омарова Уммупазиль Авадзиевна - Заместитель Председателя Правительства РД - министр образования и науки РД с 25 января 2018 года. Много лет работала на руководящих постах в качестве первого вице - премьера РД, уполномоченного по правам человека в РД и т.п. Заслуженный юрист Российской Федерации и Республики Дагестан. Награждена орденом «За заслуги перед Республикой Дагестан».

## Награды и звания
- Орден Трудового Красного Знамени
- Орден «Знак Почёта»
- Орден «За заслуги перед Республикой Дагестан»
- Медаль «За трудовую доблесть»
- Медаль «За трудовое отличие»
- Заслуженный юрист РСФСР
- «Заслуженный юрист ДАССР»
- «Заслуженный деятель науки ДАССР»